# Ловыни
Ловыни — деревня в Гдовском районе Псковской области России. Входит в состав Плесновской волости. Проживают эстонцы.

## География
Деревня находится в северной части Псковской области, на востоке района, в зоне хвойно-широколиственных лесов, на правом берегу реки Яня (старое название Лавынь) (притока Плюссы), в 43 км к востоку от города Гдова, административного центра района, и в 17 км к юго-востоку от волостного центра Плесна.
В состав деревни входит территория старой деревни Лавынь (Ловыни), хутор Ряков Хутор и хутор Кингисепп (Пустошь Ловыни).

### Климат
Климат характеризуется как умеренно континентальный, с относительно коротким тёплым летом и продолжительной, как правило, снежной зимой. Средняя многолетняя температура самого холодного месяца (января) составляет −8 °С, температура самого тёплого (июля) — +17,4 °С. Среднегодовое количество осадков — 684 мм.

## Население
| 2001 | 2002 | 2010 |
| ---- | ---- | ---- |
| 14   | ↘13  | ↗14  |

Согласно результатам переписи 2002 года, в национальной структуре населения эстонцы составляли 85 % из 13 человек.
Практически всё население проживает на хуторе Ряков Хутор.

## Инфраструктура
Личное подсобное хозяйство с зоной сельскохозяйственного использования, индивидуальная застройка усадебного типа.

## Транспорт
Просёлочные дороги.